# Microsoft Translator
Microsoft Translator é um serviço de nuvem de tradução automática fornecido pela Microsoft. O serviço está integrado em vários produtos para consumidores, desenvolvedores e empresas; incluindo Bing, Microsoft Office, SharePoint, Microsoft Edge, Microsoft Lync, Skype e Visual Studio. Além de dispor de aplicativos para Windows, Windows Phone, iPhone, Apple Watch, Android e Android Wear.
O Microsoft Translator também oferece tradução de texto e fala por meio de serviços em nuvem para empresas. O serviço de tradução de texto através da API varia de uma camada gratuita (suportando dois milhões de caracteres por mês) a níveis pagos (suportando bilhões de caracteres por mês).
O serviço suporta 65 sistemas linguísticos em novembro de 2019. Ele também suporta 11 sistemas de tradução de fala simultânea que atualmente alimentam o recurso de conversação ao vivo do aplicativo Skype para Windows e dos aplicativos Microsoft Translator para iOS e Android.